# 荒川知幸
荒川 知幸（あらかわ ともゆき）は、日本の数学者。京都大学数理解析研究所教授。
専門は表現論、頂点代数。𝒲代数の表現論の研究により、頂点代数の表現論の展開に大きな業績をあげた。博士課程指導教員は土屋昭博。

## 人物
1993年 京都大学理学部(数学専攻)を卒業後、名古屋大学大学院多元数理研究科に進学。土屋昭博の下で鈴木武史等と研究を行い、数本の共著論文に続いて1999年CMPに採録された初の単著論文で博士号を取得、約5年間の沈黙後の2004年から2007年にかけて毎年相次いで重要論文を出版し、一躍注目される存在となった。特に2007年の100ページ超えの論文で、W-代数の表現論分野の第一人者としての地歩を確立している。

## 職歴
- 1999年 4月 名古屋大学多元数理研究科博士研究員(PD)
- 2005年10月 奈良女子大学理学部准教授
- 2010年10月 京都大学数理解析研究所准教授
- 2018年 4月 同　教授

## 業績
- Frenkel-Kac-Wakimoto 予想の解決
- 無限次元リー代数およびW-代数の表現論の研究

## 顕彰・招待講演
- 2004年 日本数学会建部賢弘特別賞
- 2008年 文部科学大臣表彰若手科学者賞
- 2013年 日本数学会代数学賞
- 2017年 日本数学会秋季賞
- 2018年 ICM 2018 Rio de Janeiro, 招待講演者[3]
- 2019年 文部科学大臣表彰科学技術賞